# Andžela Brice
Andžela Brice (auch in der Schreibweise Anžela Brice, geborene Mosina; * 21. März 1970 in Seweromorsk, Sowjetunion) ist eine frühere lettische Biathletin.
Andžela Brice ist mit dem bekannten lettischen Biathleten Ilmārs Bricis verheiratet, beider Tochter Anete ist ebenfalls Biathletin und Skilangläuferin. Die Hausfrau gab 1995 in Oberhof ihr Debüt im Biathlon-Weltcup, bei dem sie 40. eines Einzels wurde. Noch in derselben Saison nahm sie in Antholz an den Biathlon-Weltmeisterschaften 1995 teil und wurde dort 55. des Einzels und 29. im Sprintrennen. Ein Jahr später startete sie in Ruhpolding bei ihrer nächsten WM und wurde 63. im Einzel und 29. im Sprint. Zum dritten und letzten Mal startete Brice in Osrblie bei den Biathlon-Weltmeisterschaften 1997. Die Lettin belegte im Einzel den 36. Platz und wurde im Sprint 53. Ihr bestes Weltcup-Wochenende hatte sie 1998 in Pokljuka. Im Einzel gewann sie als 22. erstmals Weltcuppunkte und erreichte mit einem 19. Platz im Sprint ihr bestes Ergebnis im Weltcup. Erstmals bei den Olympischen Winterspielen 1998 in Nagano nahm Brice nicht an den Wettbewerben der Biathleten, sondern im Skilanglauf teil. Über 5 Kilometer Klassisch wurde sie 78., 66. in der Verfolgung und 53. über 30 Kilometer Freistil. In Salt Lake City nahm Brice vier Jahre später als Biathletin an den Olympischen Winterspielen 2002 teil und erreichte den 63. Platz im Einzel, den 58. Platz im Sprint und wurde im Verfolgungsrennen überrundet. Nach den Spielen beendete die Lettin zunächst ihre Karriere, um sie 2005 in Hinblick auf die Olympischen Winterspiele 2006 von Turin wieder aufzunehmen. Nach Rennen im Weltcup und Europacup schaffte Brice die Qualifikation für die Spiele und kam bei den Rennen in Cesana San Sicario im Einzel zum Einsatz, bei dem sie 48. wurde, qualifizierte sich als 60. im Sprint als Letzte für das Verfolgungsrennen, in dem sie wie 13 weitere Läuferinnen von Kati Wilhelm überrundet wurde und somit vorzeitig ausschied. Nach den Spielen beendete Brice erneut ihre Karriere.

## Biathlon-Weltcup-Platzierungen
Die Tabelle zeigt alle Platzierungen (je nach Austragungsjahr einschließlich Olympische Spiele und Weltmeisterschaften).
- 1.–3. Platz: Anzahl der Podiumsplatzierungen
- Top 10: Anzahl der Platzierungen unter den ersten zehn (einschließlich Podium)
- Punkteränge: Anzahl der Platzierungen innerhalb der Punkteränge (einschließlich Podium und Top 10)
- Starts: Anzahl gelaufener Rennen in der jeweiligen Disziplin

| Platzierung         | Einzel | Sprint | Verfolgung | Massenstart | Staffel | Gesamt |
| ------------------- | ------ | ------ | ---------- | ----------- | ------- | ------ |
| 1. Platz            |        |        |            |             |         |        |
| 2. Platz            |        |        |            |             |         |        |
| 3. Platz            |        |        |            |             |         |        |
| Top 10              |        |        |            |             |         |        |
| Punkteränge         | 2      | 1      |            |             | 4       | 7      |
| Starts              | 22     | 28     | 5          |             | 5       | 60     |
| Stand: Karriereende |        |        |            |             |         |        |